# Majix

Majix est une émission de télévision québécoise diffusée à partir du 4 mars 1991 sur le Canal Famille. Bien que seulement 26 épisodes aient été produits, l'émission est demeurée à l'antenne du Canal Famille jusqu'au 7 mars 1993. 

## Synopsis
L'émission porte sur Martin qui utilise son harmonica magique afin de faire apparaitre un magicien, Majix, qui éduque sur divers sujets par l'entremise de tours de magie.

## Distribution
- Mathieu Grondin : Martin
- Alain Marillac : Majix
- Marie-France Monette : cousine Sophie

## Fiche technique
- Scénarisation : Anik Doussau
- Réalisation : Jean Faucher
- Société de production : Les Films Azimuth[1]